# یوکسفورد
یوکسفورد (به انگلیسی: Yoxford) یک روستا و محله مدنی در بریتانیا است که در سافک کاستل واقع شده‌است. یوکسفورد ۷۲۶ نفر جمعیت دارد.